# Consignatie
Consignatie betekent gerechtelijke bewaargeving van gelden, in de consignatiekas. Deze kas bevat gelden, bijvoorbeeld uit erfenissen, faillissementen of schuldsanering, die in bewaring zijn gegeven aan het ministerie van Financiën.
In principe kan elke Nederlander geld in consignatie geven aan de Nederlandse Staat onder bepaalde voorwaarden. In de praktijk zijn het vooral advocaten en notarissen die gebruikmaken van de consignatiekas. Bijvoorbeeld als zij belast zijn met de afwikkeling van nalatenschappen. Hiermee kwijten zij zich van hun betalingsverplichting aan rechthebbenden.
De consignatiekas wordt bijvoorbeeld gebruikt als de rechthebbende bekend is maar het geld niet wil aannemen, of als de rechthebbende onbekend is maar zich later nog kan melden. De Staat houdt het geld in bewaring voor een periode van 20 jaar. Het gaat onder meer om de tegenwaarde van niet opgeëiste waardepapieren, geld uit onteigeningsprocedures, geld uit de afwikkeling van faillissementen en beheerde nalatenschappen en geld uit schuldsanering. Volgens de Wet op de consignatie van gelden heeft het ministerie van Financiën geen actieve rol in het achterhalen van rechthebbenden en bewijsstukken.

## Rechtsvordering
De in de consignatiekas gestorte bedragen behoren aan de Staat. De rechthebbende houdt tot de verjaring een recht op uitkering van de in consignatie gegeven gelden (geconsigneerde gelden). Vijf jaar nadat het geld is opgenomen in de consignatiekas wordt dit bekendgemaakt in de Staatscourant. Kort voordat een rechtsvordering verjaart, worden de dan nog niet uitgekeerde bedragen nogmaals in de Staatscourant gepubliceerd. Bedragen kleiner dan € 45,38 (d.i. 100 gulden) worden niet gepubliceerd. Aan de bekendmaking in de Staatscourant wordt nadere bekendheid gegeven in een aantal landelijke dagbladen.

## Verjaring
De rechtsvordering tot uitkering van geconsigneerde gelden verjaart 20 jaar na de consignatie. Voor consignaties tot € 45,38 is de verjaringstermijn 60 jaar.

## Rentevergoeding
Over consignaties van € 45,38 en groter wordt bij de uitbetaling enkelvoudige rente vergoed zoals is bepaald in de Wet op de consignatie van gelden. Over gedeelten van een kalendermaand wordt geen rente vergoed. Jaarlijks wordt het te vergoeden rentepercentage vastgesteld. Daarbij wordt uitgegaan van de dan geldende rentepercentages voor direct opvraagbare spaarrekeningen bij de grote banken.

## Openbaar
Sinds juli 2009 heeft het Ministerie van Financiën de informatie openbaar gemaakt en op internet gepubliceerd, zodoende kunnen eventuele rechthebbenden zelf inzicht krijgen.